# Partidul Popular Democrat din Moldova
Partidul Popular Democrat din Moldova (PPDM) fostul Partidul Umanist din Moldova (PUM) este un partid politic din Republica Moldova. Din iunie 2010 președintele partidului este Valeriu Pasat, fost ministru al apărării. PPDM pledează pentru întegrarea Republicii Moldova în spațiu economic și politic din est, promovarea în societate a valorilor creștin-ortodoxe tradiționale, întroducerea în învățămîntul a disciplinei «Bazele Ortodoxiei» în școlile.

## Scurt istoric
Partidul Umanist din Moldova a fost fondat la 10 decembrie 2005. Primul președinte al partidului a fost Ion Mereuță, doctor habilitat în medicină. La 19 iunie 2010 Valeriu Pasat, fostul ministru al apărării, a devenit președintele Partidului Umanist. În calitate de vicepreședinte al partidului au fost aleși Ion Mereuță, Mihail Manoli, fostul ministru al finanțelor și Ion Coropcean, fostul șef al marelui stat major al armatei naționale.
La alegeri locale generale 2007 PUM a obținut 5 mandate în consilii raionale și municipale (15,637 de voturi — 1.36 %), 40 mandate de consilier în consilii orășenești și sătești (6,403 de voturi — 0.63 %) și 1 mandat de primar. La alegerile în Consiliul municipal Chișinău Partidul Umanist a câștigat 2 mandate de consilier (3.51%).	
La alegerile parlamentare din 28 noiembrie 2010 PUM a obținut 15 494 de voturi (0.9%) și nu a depășit pragul electoral de 4%.

## Simbolistică
Sigla Partidului Popular Democrat o prezintă imaginea stilizată a hărții Republicii Moldova, sub formă de contur, plasată pe fundal. Peste imaginea hărții este suprapusă imaginea unei clopotnițe stilizate. 